# Hartford (Kansas)
Hartford es una ciudad ubicada en el de condado de Lyon en el estado estadounidense de Kansas. En el año 2010 tenía una población de 371 habitantes y una densidad poblacional de 371 personas por km².

## Geografía
Hartford se encuentra ubicada en las coordenadas 38°18′28″N 95°57′23″O / 38.30778, -95.95639 (38.307866, -95.956313).

## Demografía
Según la Oficina del Censo en 2000 los ingresos medios por hogar en la localidad eran de $34,750 y los ingresos medios por familia eran $37,212. Los hombres tenían unos ingresos medios de $27,212 frente a los $23,250 para las mujeres. La renta per cápita para la localidad era de $16,014. Alrededor del 9.3% de la población estaban por debajo del umbral de pobreza.